# اناتولی اسرابایف
آناتولی اسرابایف (انگلیسی: Anatoly Asrabayev؛ زادهٔ may ۵, ۱۹۶۹ (۵۵ سال)) ورزشکار ورزش تیراندازی اهل اتحاد جماهیر شوروی سوسیالیستی است.
وی در مسابقات کشوری و بین‌المللی در مجموع برندهٔ ۱ مدال نقره شده‌است.